# Oulimnius cyneticus
Oulimnius cyneticus é uma espécie de insetos coleópteros polífagos pertencente à família Elmidae.
A autoridade científica da espécie é Berthelemy, tendo sido descrita no ano de 1980.
Trata-se de uma espécie presente no território português.